# Domenica e lunedì
Domenica e lunedì è un album del 1994 di Angelo Branduardi.
Al contrario degli album precedenti in questo disco i testi vengono affidati oltre che a Luisa Zappa anche ad altri esponenti della musica leggera italiana. La strofa iniziale del brano di apertura è una breve poesia regalata a Branduardi da Franco Fortini; il testo è stato poi sviluppato dallo stesso Branduardi e da Luisa Zappa.

## Tracce
Musiche di Angelo Branduardi e testi di Luisa Zappa, tranne ove indicato.
1. Domenica e lunedì (testo di Luisa Zappa e Angelo Branduardi, da una poesia di Franco Fortini) - 3:52
2. Fou de love (testo di Pasquale Panella) - 4:40
3. Giovanna D'Arco (testo di Paola Pallottino) - 4:01
4. Le dodici lune  - 3:27
5. La ragazza e l'eremita (testo di Paola Pallottino) - 3:24
6. La donna della sera (testo di Roberto Vecchioni, ispirato dall'epigramma 258 di Paolo Silenziario, dedicato all'anziana compagna Filinna.) - 5:09
7. I Santi - 4:26
8. Il trionfo di Bacco e Arianna (testo da La canzona di Bacco ed Arianna, dai Canti carnascialeschi di Lorenzo de' Medici, adattato da Luisa Zappa) - 4:07
9. C'è una sala in Paradiso (testo di Eugenio Finardi) - 4:14
10. Tenera nemica - 4:19
11. Un angolo del cielo - 2:22

## Stampa Francese
Questo album fu inciso in francese con il titolo La menace (testi di Étienne Roda-Gil), con questo disco si chiude, almeno per il momento, la discografia in lingua francese di Angelo Branduardi che solo nel 2000 inciderà in questa lingua una versione del "Cantico delle creature" per l'album L'infinitamente piccolo che venne distribuito anche in Francia.
1. Bienvenue [brano inedito]
2. Ce que sait le sherpa
3. Fou de love [testo immutato]
4. Jeanne la Jeanne
5. Toutes les lunes
6. La menace
7. Chaloupe vide
8. Caminando caminando
9. Triomphe de la douceur violente
10. Limbes
11. Ophélie (douce ennemie)
12. Angle du ciel

## Formazione
- Angelo Branduardi – voce, cori, violino, chitarra
- Fabrizio Lamberti – pianoforte
- Pino Perri – pedal steel guitar
- Pedro Javier Gonzales – chitarra spagnola, laud
- Andrea Braido – chitarra elettrica
- Gigi Cappellotto – basso
- Ellade Bandini – batteria
- Massimo Luca – chitarra, dobro
- Claudio Guidetti – chitarra, programmazione, basso, tastiera
- Maurizio Fabrizio – chitarra, cori, pianoforte, tastiera, batteria
- Laura Mariannelli – violino
- Michelangelo Cagnetta – violino
- Lego Martelli – viola
- Roberto Politi – violoncello
- Giampaolo Casati – tromba
- Emanuele Cisi – sassofono soprano